# Västsaharas flagga
Västsaharas flagga har svarta, vita och gröna band, de färger som brukar förekomma på arabiska flaggor, och den islamiska halvmånen och stjärnan i mitten. Flaggan har två olika tolkningar: traditionellt syftar det arabiska färgschemat på de muslimska kalifaten; en vanlig saharisk tolkning är att rött står för de sahariska martyrernas blod, svart för ockupation och förtryck, vitt för fred och frihet, grönt för kampen för att odla upp öknen. Flaggan antogs av Sahariska arabiska demokratiska republiken den 27 februari 1976. Likheten med den palestinska flaggan är en tillfällighet; många arabiska flaggor bygger på den arabiska revoltens flagga och påminner därför mer eller mindre om varandra. Den är också mycket lik Baathpartiets flagga. 